# Potoan Daja
Potoan Daja is een bestuurslaag in het regentschap Pamekasan van de provincie Oost-Java, Indonesië. Potoan Daja telt 6966 inwoners (volkstelling 2010).